# Knott's Berry Farm
Knott's Berry Farm é um parque temático norte-americano fundado em 1940. Seu nome advém da geleia homônima produzida pelo fazendeiro Walter Knott e sua família e vendida em seu popular restaurante às margens da rodovia California State Route 39, que foi sendo aperfeiçoado com várias formas de entretenimento até transformar em parque.